# Land Rover Santana
El Land Rover Santana es un automóvil todoterreno producido por Santana Motor en el municipio español de Linares desde el año 1958 hasta el año 1994. Aunque está fuertemente basado en el británico Land Rover Defender y sus antecesores, los Land Rover Series, han tenido líneas evolutivas diferentes y las mejoras y modificaciones aplicadas a unos podían no llegar al otro hasta años después.

## Historia
El contexto histórico en el que se asientan los comienzos de este automóvil se sitúan en la España franquista, una época en la que la industria automovilística en España estaba aún por desarrollar. Para intentar proteger el mercado, en tiempos de autarquía, se gravaban con cuantiosos impuestos a los automóviles de importación, pero se daban facilidades a fabricantes extranjeros para instalar fábricas en el país.
La producción de este modelo comenzó hacia 1958, buscando diversificar la producción de una fábrica de maquinaria agrícola. La compañía Metalúrgica de Santa Ana se puso en contacto con Tabanera Romagosa el distribuidor en España de The Rover Co. Ltd, mostrando estos últimos su interés en la idea. A la empresa creadora del vehículo le interesaba subrogar parte de la fabricación del modelo debido a su inesperado éxito y la incapacidad de su factoría en Solihull de cubrir toda la demanda, algo que ya había tenido que hacer con las empresas Minerva en Bélgica y Tempo en Alemania. La mayor parte de las negociaciones se centraron en elegir cuál sería el modelo que se fabricaría en la fábrica de Linares.
En un principio, la fábrica recibió la maquinaria que quedó en desuso tras la extinción del contrato con Minerva, ya que los británicos preferían que se empezara a fabricar su Series I. Sin embargo, y tras unos meses de negociación, se consiguió que la producción empezase con el modelo Series II, que debía contar con al menos el 75% de sus componentes fabricados en territorio español en las primeras 1 500 unidades fabricadas, un 85% en las mil siguientes y hasta el 95% a partir de ahí. Como curiosidad, para cumplir con estas cifras, se debían desmontar las bujías que venían instaladas en los motores provenientes de Reino Unido e instalar otras de origen nacional. El primer modelo fabricado fue el Series II de 88 pulgadas, con motores 2,0 diésel y 2,25 gasolina, ambos de cuatro cilindros.
Los primeros compradores de estos vehículos fueron instituciones y empresas públicas, tales como la Guardia Civil, la Policía Armada, el Ministerio de Obras Públicas, la CTNE y diferentes ejércitos, campos en los que fueron demostrando a la población su carácter duro y fiable dándoles la fama que aún hoy conservan.
A partir de la asociación de Santana con la empresa japonesa Suzuki, Land Rover empezó a desconfiar de la casa linarense. Además, tras 1983, cuando Land Rover vio por primera vez cómo sus ventas decrecían, provocado principalmente por la llegada de competidores como el Toyota Land Cruiser, decidió dar un giro a su estrategia de ventas, centrándose en la fabricación y promoción para mercados desarrollados, resultando Santana así un obstáculo en su propio desarrollo.
Aún dos décadas después de haberse terminado su producción, son vehículos muy demandados por sus cualidades como automóviles de segunda mano en las zonas del desierto del Sáhara, existiendo empresas especializadas en localizar unidades para desguace en España y luego enviarlas al continente africano. También se siguen encontrando unidades modificadas en mayor o menor medida para competiciones de trial y todoterreno.

## Serie II
El primer Land Rover fabricado por Metalúrgica de Santa Ana fue ensamblado en 1958, proveniente de un kit CKD proveniente de la fábrica británica de Solihull en Inglaterra. Hacia finales de 1960 la fabricación del automóvil era española casi al 100%, siendo necesaria la importación de componentes especializados para los que no existían fabricantes en el país.
Se ofrecía con un motor gasolina de 2,2 L o un motor diésel de dos litros de cubicaje. En el mercado civil, el motor diésel era más demandado a pesar de su mayor precio y menor potencia por las ventajas en el consumo de combustible; el motor a gasolina fue vendido casi en exclusiva a cuerpos de bomberos o policía, que precisaban de vehículos de mejores prestaciones.

## Serie IIa
Presentada hacia 1962 como una actualización de la serie II, introduce ciertas mejoras mecánicas y nuevos accesorios opcionales, como las tomas de fuerza. Sobre su base se desarrollaría el Santana 1300. La unidad número 5 000 vendida en el mercado civil fue matriculada en 1967. La versión de cinco puertas y 109 pulgadas de batalla llegó finalmente a la gama Santana en 1968. Durante los años 1970 hubo un cambio en su construcción, y es que la tornillería empleada para su construcción pasó de ser de rosca Whitworth a rosca métrica, empezando en este momento a no ser intercambiables ciertos componentes entre unidades fabricadas en España y el Reino Unido. En 1972, debido a un cambio en las normativas de homologación de vehículos, los faros delanteros, que originalmente se colocaban en la parte central y hundidos con respecto a la parte más avanzada del frontal, tuvieron que ser desplazados hacia las aletas exteriores. Además, los vehículos vendidos con anterioridad a esa fecha y que siguieran circulando, debían ser modificados para adaptarlos a dichos cambios por sus propietarios, con diferente grado de acierto estético.
Fue con este modelo con el que The Rover Co. Ltd cedió a Land Rover Santana los derechos de promoción de la marca en mercados africanos y latinoamericanos, siendo exportados concretamente a Marruecos, Costa Rica, Colombia e incluso Irán como CKD. Su periodo a la venta acabaría en 1974.

## Serie III
Se fabricó de 1974 a 1984, empezando su producción tres años más tarde que en Solihull. Durante la fabricación de esta iteración del modelo surgió la necesidad de incorporarle una mecánica más potente. Aunque se estudió el uso de los motores V8 de gasolina de origen Buick que se usaba en Inglaterra, este presenta un consumo demasiado elevado, por lo que se decidió el desarrollo de un nuevo motor de 6 cilindros en línea. Este nuevo motor no surgiría sino de la modificación del motor normal al que se le añadieron dos cilindros más, manteniendo carrera y diámetro. Debido al empleo del mismo motor de arranque que en el motor de cuatro cilindros, este motor padecía de un arranque difícil, especialmente en frío. El importador de Land Rover en Australia solicitó a la central británica la importación del modelo equipado con este motor de origen Santana, aunque el fabricante no accedió a dicha petición. La versión Cazorla era la equipada con este motor más potente y, aparte de por las insignias, se puede diferenciar por sus faros delanteros cuadrados provenientes del SEAT 127, la eliminación del asiento central delantero y la inclusión de dos tanques de combustible de 92 litros cada uno. En 1982 se presentó la versión Gran Capacidad, derivada del pick-up. Las versiones más grandes, equipadas y potentes se vendían aproximadamente por 2 595 000 pesetas de la época, equivalentes a casi 15 600 €.
En 1975 se le empezó a equipar con un sistema de frenado de doble circuito y un año más tarde con un servofreno.
También se desarrollaría, independientemente y por adelantado de la casa matriz Land Rover, un motor turbo. Al propulsor de cuatro cilindros se le instaló un turbocompresor fabricado por Garrett que aumentaba su potencia de 62 a 75 cv. Gracias a esta nueva mecánica y al cambio opcional de 5 relaciones, los Land Rover Santana podían homologar por primera vez velocidades máximas superiores a los 120 km/h.
Por último, hacia 1982 se empezó a equipar a estos vehículos con una nueva caja de cambios denominada internamente LT85, afamada por su robustez, a pesar de ser algo ruidosa. Su fiabilidad queda patente por el hecho de que la casa matriz la utilizó para sus nuevos modelos británicos y su filial en Sudáfrica usó una variante de cuatro relaciones para su denominada serie IIISS.

## Santana 2.5/2500
Tras la salida de Land Rover de la Metalúrgica de Santa Ana hacia 1983 por problemas financieros, Santana siguió fabricando un automóvil derivado de los Series III, pero modificado y mejorado. Los llamados 2.5 eran más sencillos y se concibieron como herramientas de trabajo, mientras que los 2500 eran versiones para pasajeros con mayores comodidades. Empezó a equipar de serie la dirección asistida y los motores de gasolina sólo serían montados bajo petición y hasta el fin de las existencias. Desde el exterior son fácilmente distinguibles por su parte trasera, ya que el 2.5 sólo tiene un cristal en el portón de acceso y el 2500 tiene además dos 
ventanillas pequeñas no practicables a ambos costados de dicho portón y el 2500 llevaba guardabarros.En 1985 se fabricó la unidad 300 000 del Land Rover Santana y sus versiones.
Para poder comercializar este modelo bajo la marca Santana, la empresa tuvo que alcanzar un acuerdo con SEAT, por entonces fabricante del Volkswagen Santana en España, para permitirle el uso de los derechos comerciales de dicho nombre.
Debido a la llegada al mercado español de competidores, especialmente de origen nipón, tales como el Nissan Patrol o el Mitsubishi Montero, con mejores acabados, más potencia y mayor comodidad; o de su homólogo Defender, que desembarcó en España ofreciendo un motor casi 30 cv más potente que el Santana, dejó de ser fabricado.
Al llegar el cese de su producción, toda la maquinaria, diseños y derechos relacionaosa con este modelo fueron vendidos a la empresa iraní Morattab, que todavía hoy continúa con su fabricación con modificaciones menores, además de montar inicialmente un motor de 1,8 L y cuatro cilindros de gasolina de origen Nissan, para más tarde cambiarlos por mecánicas de 2,4 y 3 litros de cubicaje y 6 cilindros en V, ya usado por Mitsubishi y posteriormente Hyundai.

## Motores
| Motor             | Años de fabricación | Cilindrada (cm³) | Potencia máxima (CV/rpm) | Par motor máximo (Nm/rpm) |
| ----------------- | ------------------- | ---------------- | ------------------------ | ------------------------- |
| 2.0 diésel        | 1958-               | 2052             | 51/3500                  | 118/2000                  |
| 2.25 diésel       | “                   | 2286             | 62/4000                  | 139/1750                  |
| 2.25 gasolina     | “                   | 2286             | 81/4250                  | 163/2500                  |
| 2.25 diésel turbo | 1982-               | 2286             | 75                       |                           |
| 2.5 diésel        | 1987-1994           | 2495             | 64-88                    |                           |
| 3.5 diésel        | 1977-               | 3429             | 94/4000                  | 207/1800                  |
| 3.5 gasolina      | 1977-               | 3429             | 104                      | 241/1500                  |

A pesar de estar todos ellos fabricados por Santana en España, a excepción de las primeras unidades, e incluso siendo algunos desarrollo propio, en la ficha técnica de los vehículos siempre se indicaba que la marca del motor era de marca Rover o Rover Diesel.